# Amata phegeusida
Amata phegeusida là một loài bướm đêm thuộc phân họ Arctiinae, họ Erebidae.